# ماگنولیایی

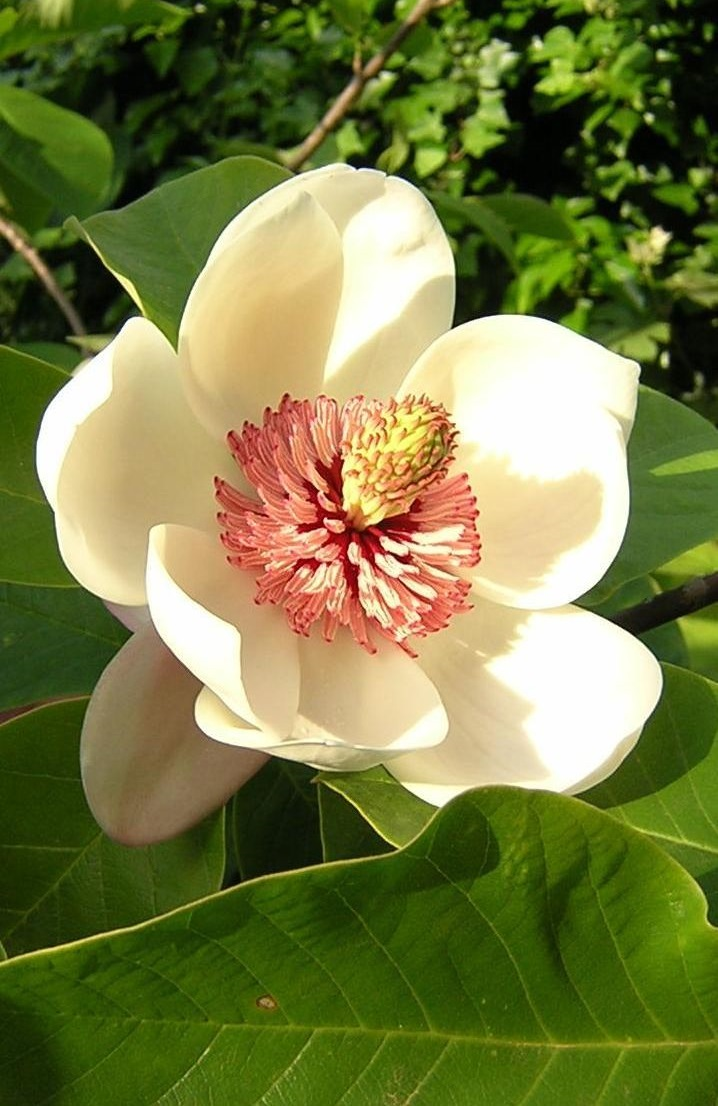
یک گل ماگنولیا

ماگنولیایی رنگی است که از نام گیاه گلدار از تیره مگنولیا گرفته شده است. از آنجایی که ماگنولیا دارای گل‌های بیش از یک رنگ است، عمدتاً کرم یا بنفش کم رنگ است، ماگنولیایی ممکن است به رنگ‌های مختلفی در کشورهای مختلف اشاره داشته باشد.